# Ракел Велч
Ракел Велч (енгл. Raquel Welch; Чикаго, 5. септембар 1940 — Лос Анђелес, 15. фебруар 2023) била је америчка глумица и фото-модел.
Због своје лепоте и „раскошних облина“ била је секс-симбол седамдесетих година двадесетог века.
Седамдесетих и осамдесетих година 20. века играла је у више филмова а последњих година живота, углавном гостовала у по неколико епизода у ТВ серијама.

## Најпознатији филмови
- Милион година пре нове ере (1966)
- Зачаран (1967)
- Бандолеро (1968)[5]
- Чудотворац (1969)
- Три мускетара (1973)[5]
- Четири мускетара (1974)[5]